# Список хет-триков Кубка конфедераций
Ниже представлен список всех футболистов, оформлявших хет-трики на Кубке конфедераций. 
Хет-триком в футболе называют три гола, забитые в одной игре одним футболистом. Хет-трики на матчах этого турнира относительно редкое явление — за 128 матчей на 8 турнирах, всего 12 раз одному футболисту удавалось поразить ворота трижды или более за игру.
Во время того, как Кубок конфедераций носил имя короля Фахда (в 1992 и 1995 годах), не было оформлено ни одного хет-трика. С момента основания в 1997 году текущего формата соревнования только в трёх случаях на Кубке конфедераций не случалось хет-трика: на турнирах 2001, 2003 и 2017 годов в Южной Корее и Японии, Франции и России соответственно. Рекорд по количеству хет-триков в рамках одного соревнования принадлежит Кубку конфедераций 2013 года — их было оформлено четыре.
Первый хет-трик был оформлен игроком сборной Чехии Владимиром Шмицером в матче против сборной ОАЭ на Кубке конфедераций 1997 года. Автором последнего хет-трика (в т. ч. и покера) является уругвайский футболист Абель Эрнандес, который забил четыре мяча в игре против сборной Таити во время проведения Кубка конфедераций 2013 года.
Испанский футболист Фернандо Торрес является первым и единственным игроком, которому удалось оформить хет-трик на двух Кубках конфедераций. Первый — в матче против Новой Зеландии в 2009 году, а второй — в игре со сборной Таити в 2013 году.

## Список хет-триков
| #  | Фотография | Игрок               | Страна            | Счёт | Соперник          | Голы | Кубок конфедераций      | Стадия         | Место проведения матча            | Дата матча      | Прим.        |
| -- | ---------- | ------------------- | ----------------- | ---- | ----------------- | ---- | ----------------------- | -------------- | --------------------------------- | --------------- | ------------ |
| 1  |            | Владимир Шмицер     | Чехия             | 6:1  | ОАЭ               | 3    | Саудовская Аравия, 1997 | Групповой этап | Стадион им. Короля Фахда, Эр-Рияд | 17 декабря 1997 | [ 1 ] [ 3 ]  |
| 2  |            | Роналдо             | Бразилия          | 6:0  | Австралия         | 3    | Саудовская Аравия, 1997 | Финал          | Стадион им. Короля Фахда, Эр-Рияд | 21 декабря 1997 | [ 1 ] [ 4 ]  |
| 3  |            | Ромарио             | Бразилия          | 6:0  | Австралия         | 3    | Саудовская Аравия, 1997 | Финал          | Стадион им. Короля Фахда, Эр-Рияд | 21 декабря 1997 | [ 1 ] [ 4 ]  |
| 4  |            | Куаутемок Бланко    | Мексика           | 5:1  | Саудовская Аравия | 4    | Мексика, 1999           | Групповой этап | «Ацтека», Мехико                  | 25 июля 1999    | [ 1 ] [ 5 ]  |
| 5  |            | Марзук Аль-Утайби   | Саудовская Аравия | 5:1  | Египет            | 4    | Мексика, 1999           | Групповой этап | «Ацтека», Мехико                  | 29 июля 1999    | [ 1 ] [ 6 ]  |
| 6  |            | Роналдиньо          | Бразилия          | 8:2  | Саудовская Аравия | 3    | Мексика, 1999           | Полуфинал      | «Халиско», Гвадалахара            | 1 августа 1999  | [ 1 ] [ 7 ]  |
| 7  |            | Лусиано Фигероа     | Аргентина         | 4:2  | Австралия         | 3    | Германия, 2005          | Групповой этап | «ИзиКредит-Штадион», Нюрнберг     | 18 июня 2005    | [ 1 ] [ 8 ]  |
| 8  |            | Фернандо Торрес     | Испания           | 5:0  | Новая Зеландия    | 3    | ЮАР, 2009               | Групповой этап | «Роял-бафокенг», Рустенбург       | 14 июня 2009    | [ 1 ] [ 9 ]  |
| 9  |            | Ннамди Одуамади     | Нигерия           | 6:1  | Таити             | 3    | Бразилия, 2013          | Групповой этап | «Минейран», Белу-Оризонти         | 17 июня 2013    | [ 1 ] [ 10 ] |
| 10 |            | Фернандо Торрес (2) | Испания           | 10:0 | Таити             | 4    | Бразилия, 2013          | Групповой этап | «Маракана», Рио-де-Жанейро        | 20 июня 2013    | [ 1 ] [ 2 ]  |
| 11 |            | Давид Вилья         | Испания           | 10:0 | Таити             | 3    | Бразилия, 2013          | Групповой этап | «Маракана», Рио-де-Жанейро        | 20 июня 2013    | [ 1 ] [ 2 ]  |
| 12 |            | Абель Эрнандес      | Уругвай           | 8:0  | Таити             | 4    | Бразилия, 2013          | Групповой этап | «Арена Пернамбуку», Ресифи        | 23 июня 2013    | [ 1 ] [ 11 ] |

## Список хет-триков по странам

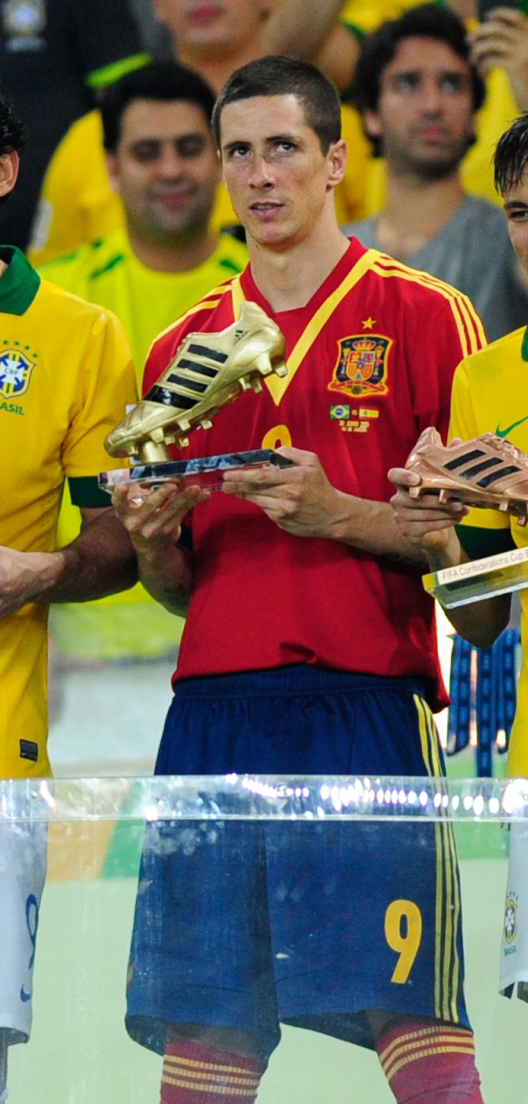
Фернандо Торрес — испанский футболист, единственный оформивший два хет-трика на Кубке конфедераций

| Страна            | Количество футболистов | Количество хет-триков |
| ----------------- | ---------------------- | --------------------- |
| Бразилия          | 3                      | 3                     |
| Испания           | 2                      | 3                     |
| Чехия             | 1                      | 1                     |
| Мексика           | 1                      | 1                     |
| Саудовская Аравия | 1                      | 1                     |
| Аргентина         | 1                      | 1                     |
| Нигерия           | 1                      | 1                     |
| Уругвай           | 1                      | 1                     |